# Batana (sastav)
Folk sastav “Batana” (tal. Complesso folk “Batana”) rovinjski je vokalno-instrumentalni ansambl. 

## Povijest sastava
Osnovan 1992. godine, sastav “Batana” je ostvario preko tisuću nastupa u Hrvatskoj i inozemstvu (Njemačka, Austrija, Italija, Slovenija, Mađarska, Švicarska).
Sastav je do sada snimio 3 CD-a (jedan je snimljen uživo), dvije audio-kazete i jednu video kazetu.
Repertoar grupe koju vodi pjevač i skladatelj Riccardo Bosazzi “Ricky” i koju sačinjava šest članova sa solisticom Antonellom Rocco-Sugar, sastoji se od tradicionalne istrovenetske, dalmatinske, istarske, internacionalne te rovinjske zavičajne glazbe. Među rovinjskim pjesamama osobito se ističu tzv. bitinade, koje predstavljaju osebujno obilježje tradicionalnog glazbenog nasljeđa grada Rovinja. Svi članovi sastava pjevaju, a pojedinačno sviraju gitaru, bas, dvije mandoline, harmoniku, trubu i def, kao i razna tradicionalna, danas manje prisutna akustična glazbala.
Godine 2003. Folk sastav “Batana” nagrađen je Plaketom grada Rovinja za poseban doprinos u očuvanju i afirmaciju rovinjske glazbene tradicije.